# Inktspotprijs
De Inktspotprijs is een Nederlandse prijs voor de beste politieke cartoon van het jaar. Hij wordt sinds 1994 jaarlijks uitgereikt op initiatief van Stichting Pers & Prent. Een deskundige jury kiest de winnende prent en reikt de prijs uit tijdens de opening van de tentoonstelling Inktspot in Perscentrum Nieuwspoort in Den Haag. De prijs is een bronzen beeldje van een satyr op een inktpot met de staart eindigend in een kroontjespen, ontworpen door Carla Daalderop-Bruggeman naar een tekening van Taco Meeuwsen.  
De tentoonstelling Inktspot reist vervolgens door heel Nederland en naar een enkele locatie over de grens. Bij de tentoonstelling verschijnt de catalogus Inktspot, waarin naast de prijswinnende prent alle ingezonden prenten van ongeveer veertig tekenaars zijn opgenomen.  
Tussen 2004 en 2018 is ook de Junior Inktspotprijs uitgereikt door een jury van middelbare scholieren, eerst in het Amsterdamse Persmuseum en later in het Nederlands Instituut voor Beeld en Geluid. Tussen 2003 en 2008 maakten alle genomineerden automatisch kans op de BeNe-prijs.

## Winnaars
| - 1994: Peter van Straaten - 1995: Opland - 1996: Len Munnik - 1997: Peter van Straaten - 1998: Stefan Verwey - 1999: Stefan Verwey - 2000: Frits Müller - 2001: ZAK - 2002: Bas van der Schot - 2003: Peter van Straaten | - 2004: Tom Janssen - 2005: Joep Bertrams - 2006: Willem - 2007: Trik - 2008: Tom Janssen - 2009: Jos Collignon - 2010: Peter van Straaten - 2011: Siegfried Woldhek - 2012: Pieter Geenen - 2013: Geen prijs | - 2014: Bas van der Schot - 2015: Joep Bertrams - 2016: Peter van Straaten - 2017: John Reid, Bastiaan Geleijnse en Jean-Marc van Tol (Fokke & Sukke) - 2018: Tjeerd Royaards - 2019: Gorilla (Herman van Bostelen) - 2020: Len Munnik - 2021: Kamagurka - 2022: Jip van den Toorn - 2023: Bas van der Schot - 2024: Hajo |

## Junior Inktspotprijs
| - 2004: Trik - 2005: Djanko - 2006: Trik - 2007: Paul Kusters - 2008: Willem - 2009: Paul Kusters - 2010: Fokke & Sukke - 2011: Argus - 2012: Argus | - 2013: Geen prijs - 2014: Arend van Dam - 2015: Argus - 2016: Hajo - 2017: Bart van Leeuwen - 2018: Djanko |  |